# Grand opéra
A grand opéra vagy francia nagyopera az opera egyik francia nyelvterületen kialakult műfaja. Az 1800-as évek elején alakult ki Párizsban. A kiteljesedett francia nagyoperát drámai pátosszal előadott történelmi cselekmény, az olasz operával való kapcsolatot soha nem tagadó virtuóz ének és mindenekelőtt nagy embercsoportokat megmozgató, látványos jelenetek jellemzik (terjedelmes balettbetétekkel). Dramaturgiailag a hatás, nem pedig a drámai mélység és a szereplők jellemrajza vált fontossá. A hangszerelést a színpadi effektusok szolgálatába állították, amiben Berlioz elévülhetetlen szerepet játszott. Az első nagyoperának Auber A portici néma című darabja tekinthető. Fénykora Meyerbeer nevéhez fűződik (Hugenották, A próféta, Az afrikai nő). A francia nagyopera műfaját más nemzetek zeneszerzői is átvették, így például az olasz Rossini (Korinthosz ostroma, Tell Vilmos), Verdi (A szicíliai vecsernye, Don Carlos) valamint a német Wagner (Rienzi, Tannhäuser). A 20. század elején a verizmus terjedésével kiszorult az operaházak színpadjáról. Ehhez hozzájárultak az ilyen jellegű produkciók színpadra állításának hatalmas költségei is. Napjainkban ritkán játsszák őket.

## A francia nagyopera híres képviselői
- Daniel Auber
- Hector Berlioz
- Charles Gounod
- Jacques Fromental Halévy
- Jules Massenet
- Giacomo Meyerbeer
- Camille Saint-Saëns